# Theory Of Love
Theory Of Love (tailandés: ทฤษฎีจีบเธอ) es una serie de televisión tailandesa de temática BL y LGBT estrenada el 1 de junio de 2019. Dirigida por Nuttapong Mongkolsawas está producida por GMMTV y se programó en el canal de televisión GMMTV 25. Es una adaptación de la novela homónima tailandesa de 2018 escrita por JittiRain. La serie aborda el enamoramiento y sus consecuencias en un grupo de estudiantes universitarios mientras cursan estudios de audiovisuales. Temas como la amistad, los sentimientos tóxicos, las relaciones interpersonales homo y heterosexuales, la afición por el cine o la forma de divertirse de la juventud son elementos centrales de la trama.
Los episodios, en idioma original con subtítulos en inglés, italiano o español, están disponibles en plataformas digitales como YouTube, donde algunos han superado los 2.000.000 de reproducciones, o Dailymotion.

## Argumento
Third (Atthaphan Phunsawat) es un alumno de artes audiovisuales en la Universidad y junto a sus amigos Too (Nawat), Bone (Siriphongchawalit) y Khai (Jumpol Adulkittiporn) miembro del Savage Team. Todos ellos cursan el tercer año de carrera y desde el principio mantienen una estrecha relación pese a sus diferentes caracteres y comportamientos. Sin embargo Third guarda en secreto que desde el principio de su estancia en la facultad ha estado enamorado de Khai, su mejor amigo, un rompecorazones narcisista y arrogante famoso por sus constantes noviazgos con algunas de las chicas más guapas de la Universidad. Durante esos tres años Third ha estado apoyando y amándolo en secreto aunque era consciente de que no había ningún tipo de futuro entre ambos: Khai, además de heterosexual, también tiene una política de no salir con amigos 
Un día Too descubre involuntariamente a Third llorando por aquel desamor hacia Khai, haciendo que Third le cuente todo acerca de estar enamorado por 3 años de Khai. A partir de entonces decide ayudar a Third creando un plan de seducción para lograr que Khai y Third comiencen una relación romántica logrando incluso que ambos compartan alojamiento. Sin embargo los desplantes y las reacciones de su amigo mueven a Third a pasar página, superar sus sentimientos y, paulatinamente, alejarse del. Pero Khai, al darse cuenta de lo que está sucediendo, comienza poco a poco a experimentar nuevas emociones por su amigo y tratará de seducirlo para evitar que desaparezca de su vida.
De todo ello serán conscientes tanto sus amigos como los profesores de la facultad entre quienes también se irán formando lazos afectivos complejos: Bone se enamorará de Pan (Legge), una profesora de su facultad comprometida con Chaine (Eksangkul) e inmersa en los preparativos de su boda. Too por su parte intentará retomar una antigua relación con Lyn (Suwanamas), su compañera de instituto, hasta que irrumpa en su vida Un (Watthanasetsiri) un fotógrafo compañero de universidad que le hará replantearse sus afectos.

## Reparto
- Atthaphan Phunsawat - Third
- Jumpol Adulkittiporn - Khai
- Phumphothingam Nawat - Too
- Chinnarat Siriphongchawalit - Bone
- Pirapat Watthanasetsiri - Un
- Neen Suwanamas - Lyn
- Sara Legge - Pan
- Patara Eksangkul - Chaine

## Recepción
La serie tiene una positiva recepción en los portales de información cinematográfica. En IMDb con 44 valoraciones obtiene una puntuación de 8,1 sobre 10.
En mydramalist.com con 2.129 puntuaciones obtiene una valoración de 8,7 sobre 10.

"Esta serie es frustrante, no es blanda, en ocasiones puede molestar, pero también es divertida, es atractiva, atrapa tus necesidades más básicas cuando se trata de amor y de amor no correspondido. Los personajes son tan imperfectos que la mayoría de las veces los animamos o los abucheamos. Si bien algunos pueden encontrar molesta la premisa de la historia, en realidad estoy feliz de que podamos ver un lado distinto de las relaciones: no todas las relaciones son estables, no todas las relaciones son arcoíris y unicornios, a veces son un poco tóxicas o desequilibradas en el sentido de que alguien da más del 50% mientras el otro recibe más. Sin embargo es un drama bien interpretado."
Crítica de anchorenomore en mydramalist.com 